# Didymella catariae
Didymella catariae är en svampart som först beskrevs av Cooke & Ellis, och fick sitt nu gällande namn av Pier Andrea Saccardo 1882. Didymella catariae ingår i släktet Didymella, ordningen Pleosporales, klassen Dothideomycetes, divisionen sporsäcksvampar och riket svampar.   Inga underarter finns listade i Catalogue of Life.